# Haruo Nakadžima
Haruo Nakadžima (japonsky 中島 春雄, Nakadžima Haruo, 1. ledna 1929 Sakata – 7. srpna 2017 Tokio) byl japonský herec, známý především z filmů žánru kaidžú, ve kterých, oblečen do kostýmu, ztvárňoval obrovská monstra, včetně Godzilly. Ve vedlejší roli bandity se objevil také v Kurosawově filmu Sedm samurajů.
Narodil se ve městě Sakata v prefektuře Jamagata v roce 1929. Od roku 1950 pracoval ve filmovém studiu Tóhó jako kaskadér v samurajských filmech, v roce 1953 hrál ve válečném filmu Taiheijó no waši  pilota Zera. Jako Godzilla se poprvé představil v prvním filmu série z roku 1954, který režíroval Iširó Honda. Původní oblek údajně vážil bezmála sto kilogramů a k jeho oblečení bylo zapotřebí pomoci dvou lidí. Před natáčením se chodil týden dívat do zoo na slony a medvědy, jejichž pohyby posléze imitoval. Godzillu ztvárnil celkem dvanáctkrát. Jeho posledním filmem v obleku byl  Čikjú kógeki meirei: Godzilla tai Gigan z roku 1972 a úplně posledním filmem byl Nad ostrovy nevyjde slunce vydaný v roce 1973, ve kterém hrál premiérova řidiče. Nějaký čas byl následně zaměstnán studiem v jejich kuželně. Od 90. let se účastnil fanouškovských setkání v Japonsku a Spojených státech. V roce 2010 vyšla jeho autobiografie.
Zemřel v srpnu 2017 ve věku 88 let na zápal plic. V roce 2018 po něm byla pojmenována planetka 110408 Nakajima a americký film Godzilla II Král monster z roku 2019 byl věnován jeho památce.

## Galerie

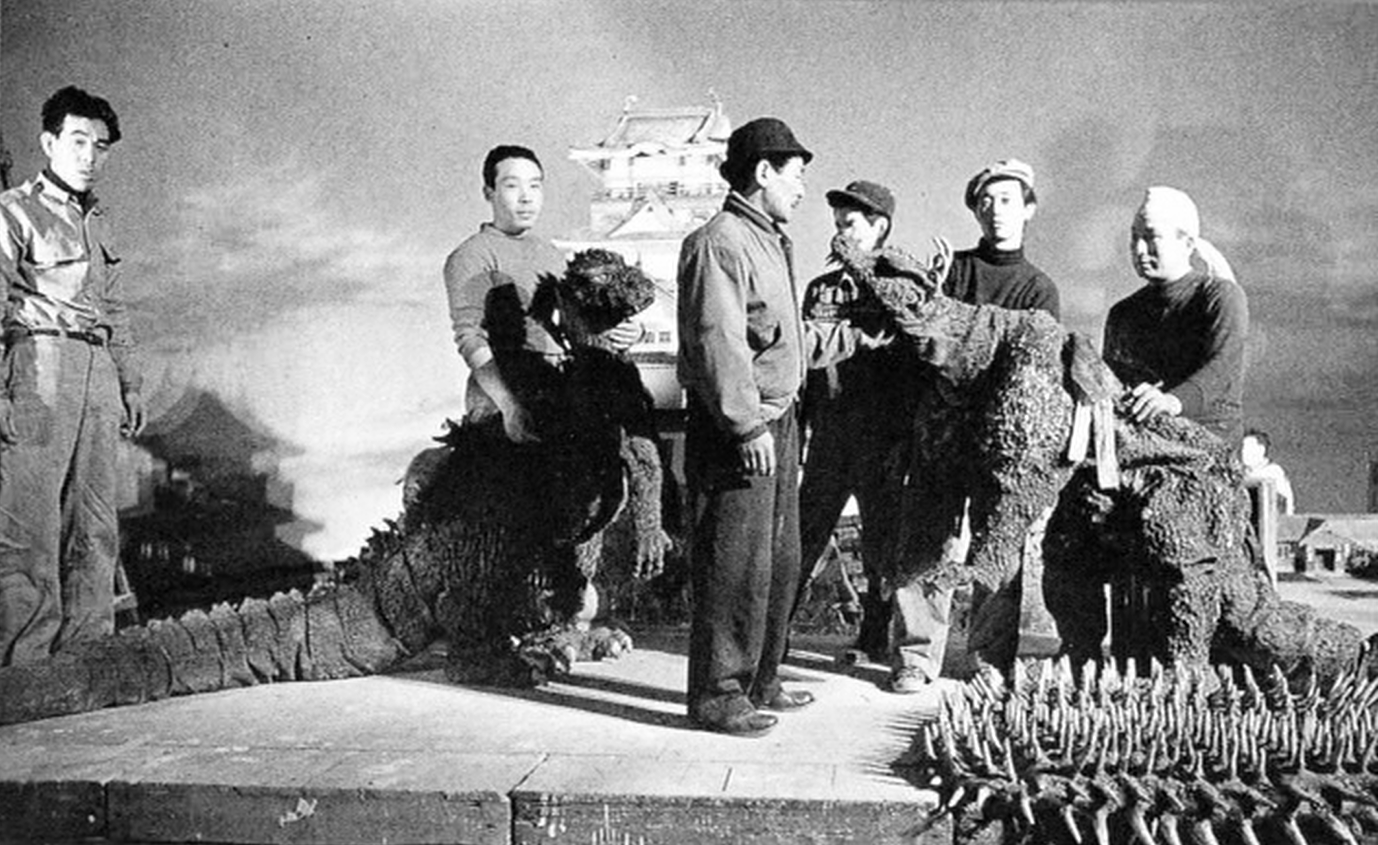
Nakadžima (druhý zleva) během natáčení druhého filmu série o Godzille, 1955
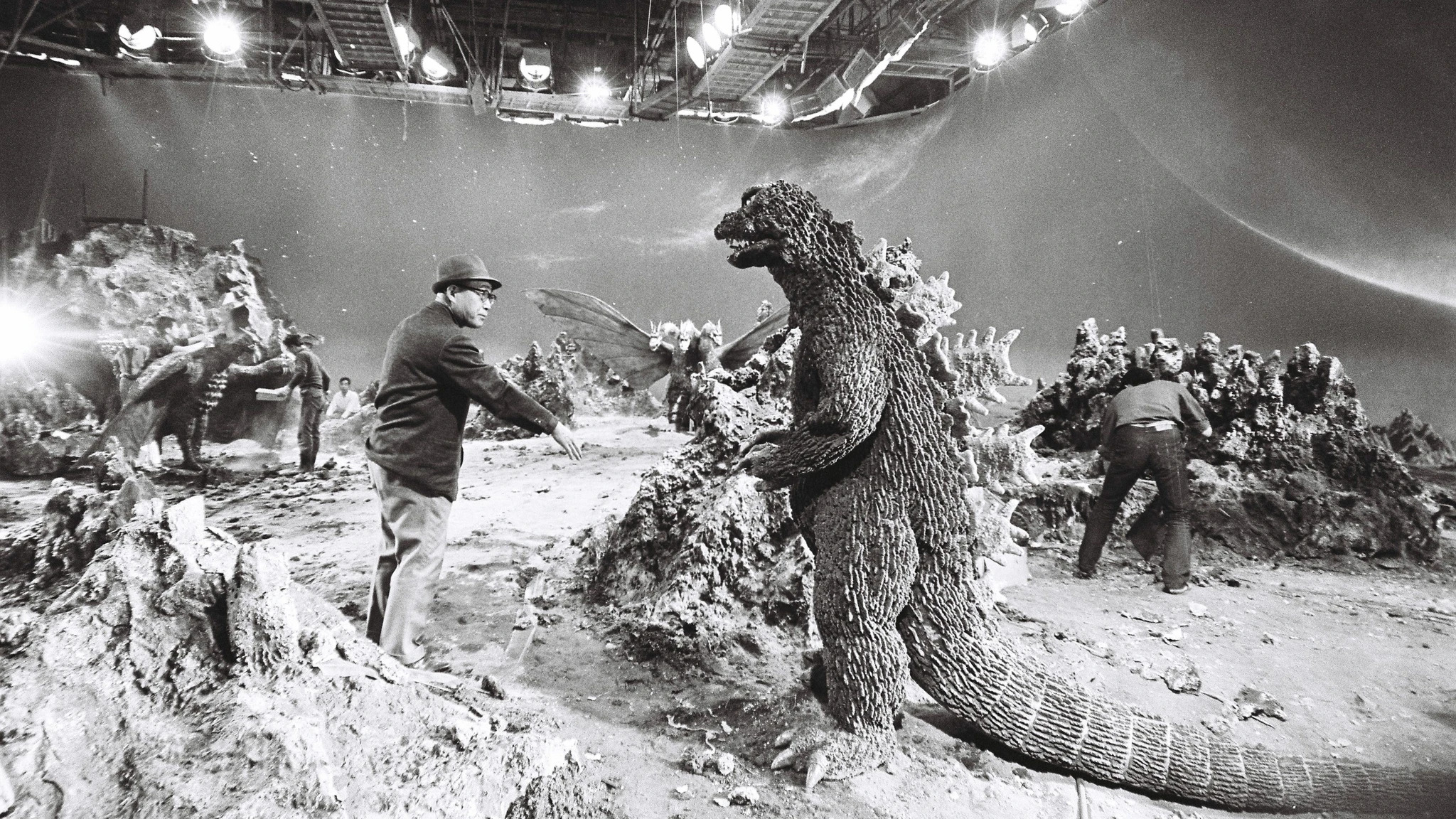
Režisér speciálních efektů Eidži Cuburaja instruuje Nakadžimu během natáčení filmu Godzilla – útok z neznáma, 1965
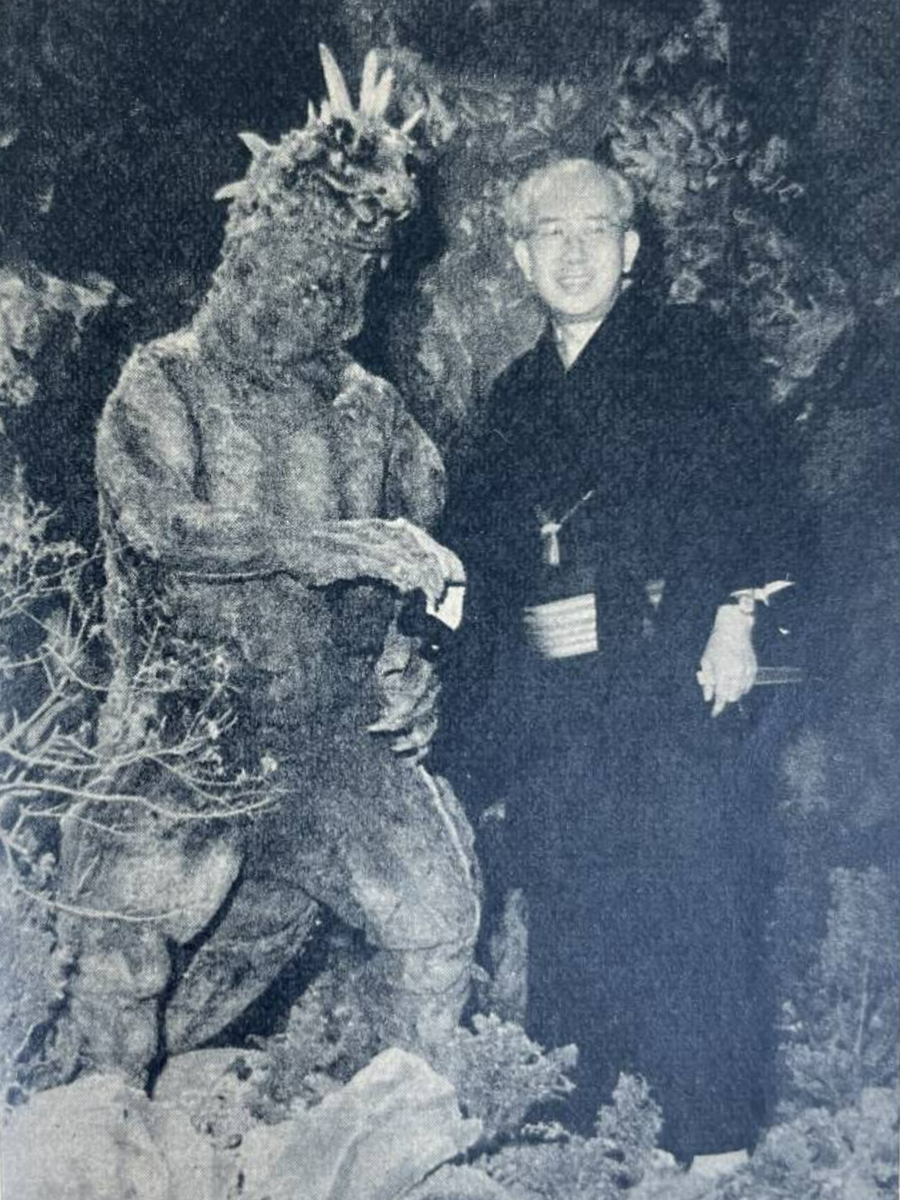
Jako Varan se scenáristou filmu Daikaidžú Baran, 1958